# 連三元
連三元（1546年—？），字子先，號文轩，直隸廣平府永年縣人，民籍，明朝政治人物。

## 生平
隆庆元年（1567年）丁卯科順天府鄉試第十二名，隆慶五年（1571年）辛未科三甲第一百九十五名進士。大理寺觀政，授官常熟縣知縣，丁憂歸。萬曆四年（1576年）起任湖廣麻城縣知縣。八年降为華州判官，丁憂。十一年复除解州判官，十二年升隴西知縣，十四年升临洮府同知，十五年致仕。

## 家族
曾祖父連智；祖父連華；父連錫，儒官。母李氏。